# Vern-d’Anjou
Vern-d’Anjou település Franciaországban, Maine-et-Loire megyében. Lakosainak száma 2311 fő (2018. január 1.).

## Népesség
A település népessége az elmúlt években az alábbi módon változott:
| Lakosok száma | 1302 | 1314 | 1291 | 1455 | 1560 | 1924 | 2317 | 5840 | 2311 | 2311 |
|               | 1962 | 1968 | 1975 | 1990 | 1999 | 2008 | 2013 | 2016 | 2017 | 2018 |